# Gara Internațională Nicolina
Gara Internațională Nicolina este o gară internațională de cale ferată din municipiul Iași, situată pe Bulevardul Nicolae Iorga nr. 29. În această gară opresc trenurile care circulă pe rute internaționale.
În clădirea gării se află un punct de trecere a frontierei cu specific feroviar care funcționează în cadrul Sectorului Poliției de Frontieră Nicolina al Inspectoratului Județean al Poliției de Frontieră Iași. Acest punct de trecere a frontierei asigură respectarea prevederilor tratatelor, acordurilor, convențiilor și protocoalelor de frontieră încheiate cu Republica Moldova și a celor internaționale la care România este parte, cu privire la tranzitul mărfurilor peste frontiera cu Moldova.  Acest punct de trecere are drept corespondent pe teritoriul moldovean Punctul de Trecere a Frontierei de la Ungheni.

## Clădirea gării
Gara Internațională Nicolina a fost construită între anii 1952-1954, pentru a deservi traficul internațional de persoane și mărfuri. Clădirea gării este un palat somptuos, cu două etaje.
În această stație au început să oprească trenurile care circulă pe ruta Moscova - București - Sofia - Istanbul. Prin această gară au trecut trenurile speciale ale conducerii R.S.F. Iugoslavia la 6 și 23 iunie 1956 și a URSS în 17 iunie 1962, 5 martie 1968 și în noaptea de 12 ianuarie 1970 (când delegația sovietică condusă de Leonid Brejnev s-a îndreptat spre Bulgaria).
La 31 octombrie 1981 s-a inaugurat pe sub Gara Nicolina o trecere pietonală subterană, cu acces la peroane.
În fața Gării Internaționale Nicolina se află o fântână arteziană care a fost construită în anii 1960, având o suprafață de 160 mp și o adâncime de 1,5 metri. Fântâna nu a mai funcționat din anii 1970, degradându-se în proporție de 90%.
Fântâna arteziană a fost reabilitată în anul 2008 de către Primăria Iașului, devenind este cea mai mare din municipiu, ca suprafață. Bazinul are o suprafață de aproximativ 160 mp și o adâncime de 1,2 metri, lucrările fiind executate de firma „Proximity Europe" din Miroslava.

## Imagini

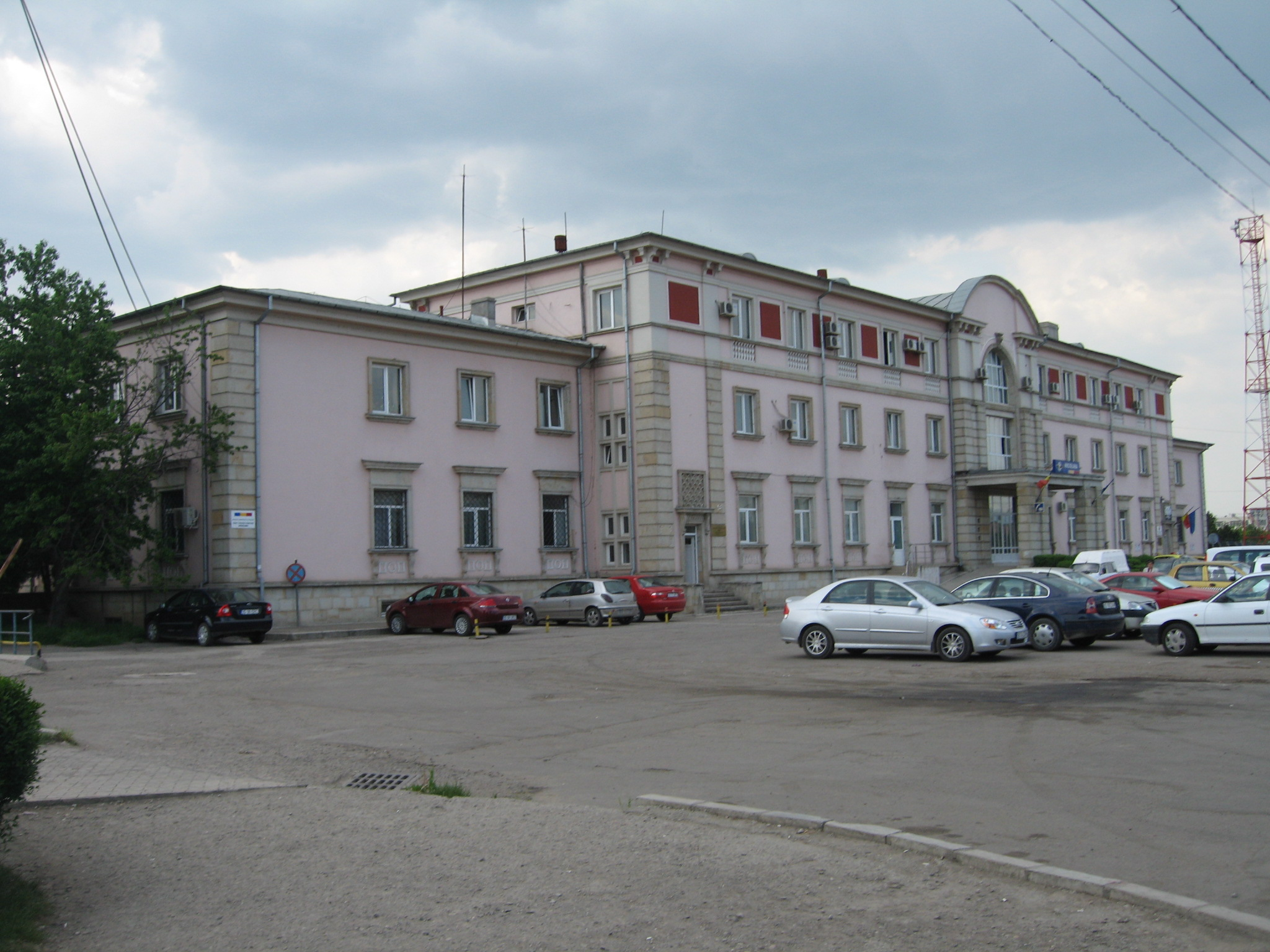
Gara Internaţională Nicolina din Iaşi văzută din lateral
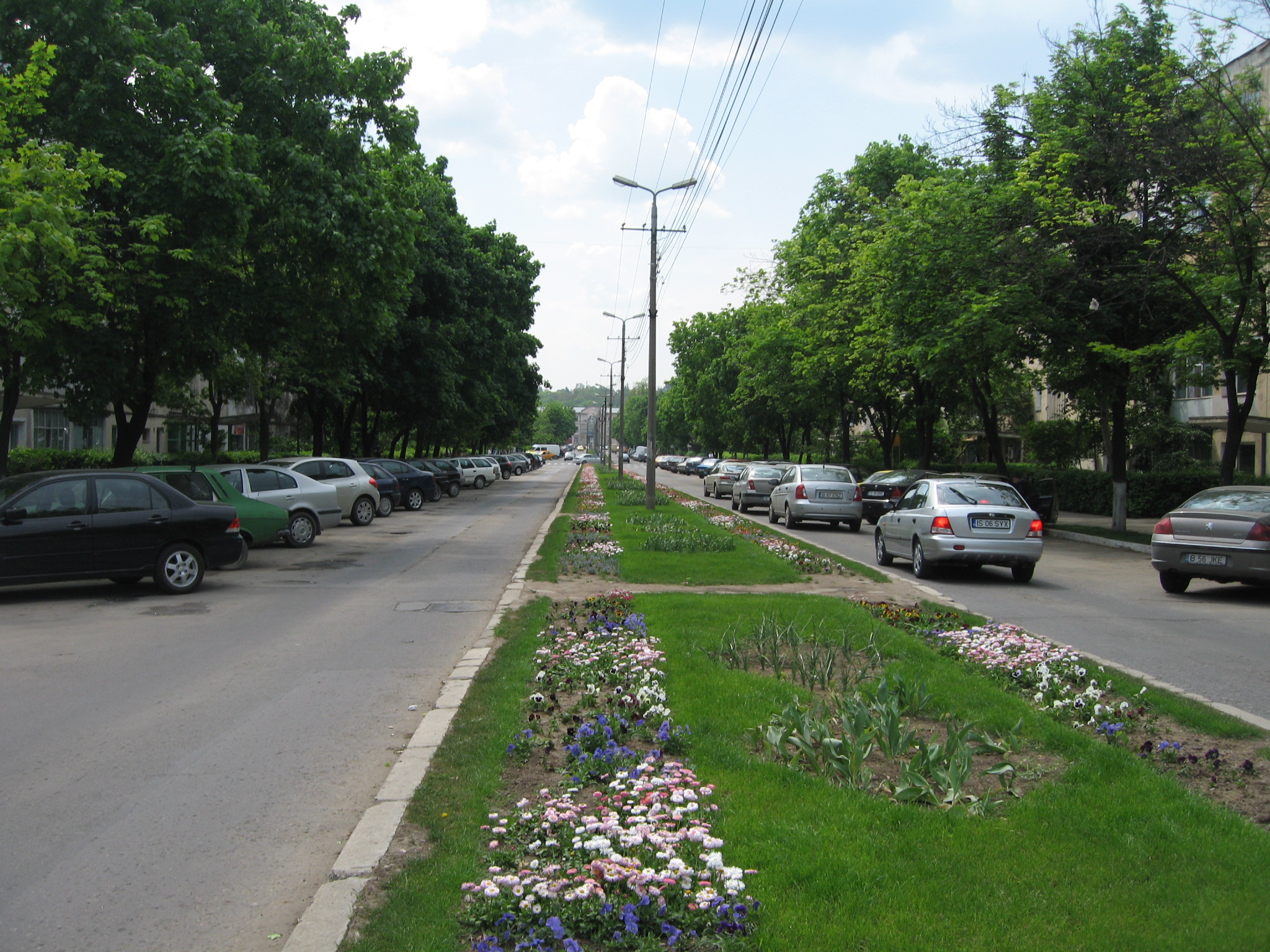
Gara Internaţională Nicolina din Iaşi văzută de pe Bulevardul Dimitrie Cantemir